# NGC 6291
NGC 6291 est une galaxie elliptique située dans la constellation du Dragon. Sa vitesse par rapport au fond diffus cosmologique est de 5 164 ± 31 km/s, ce qui correspond à une distance de Hubble de 76,2 ± 5,4 Mpc (∼249 millions d'al). NGC 6291 a été découverte par l'astronome américain Lewis Swift en 1885.
L'image obtenue du relevé Pan-STARRS ne montre aucun bras spiral. Cette galaxie n'est sûrement pas une spirale barrée, comme indiqué par Wolfgang Steinicke. La classification de galaxie elliptique par la base de données HyperLeda et par le professeur Seligman semble meilleure. La base de données NASA/IPAC n'indique aucune classification.
Les galaxies NGC 6290 et NGC 6291 sont voisines sur la sphère céleste et elles sont à peu près à la même distance de nous. Elles pourraient constituer une paire physique de galaxies, mais ce fait n'est mentionné dans aucune des sources consultées, sauf sur le site du professeur Seligman.

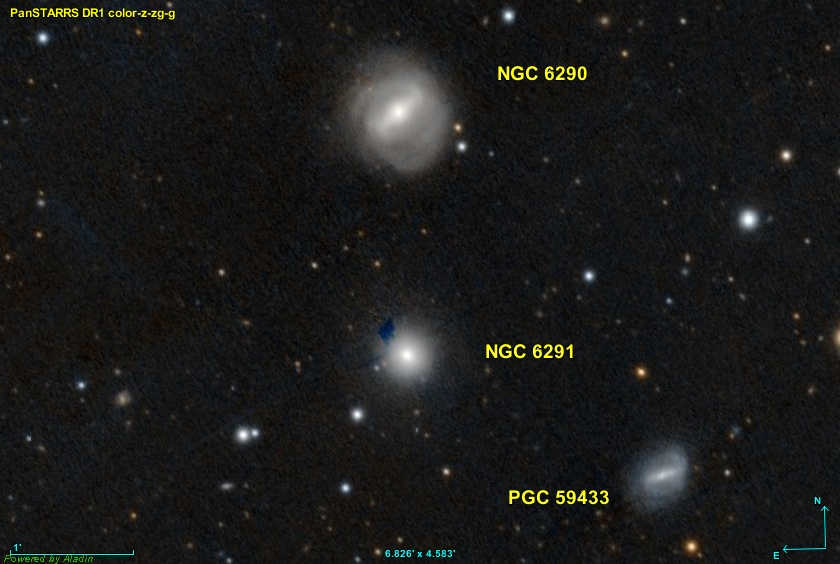
La paire de galaxies NGC 6290 et NGC 6291.